# Corpul Expediționar Britanic (Al Doilea Război Mondial)

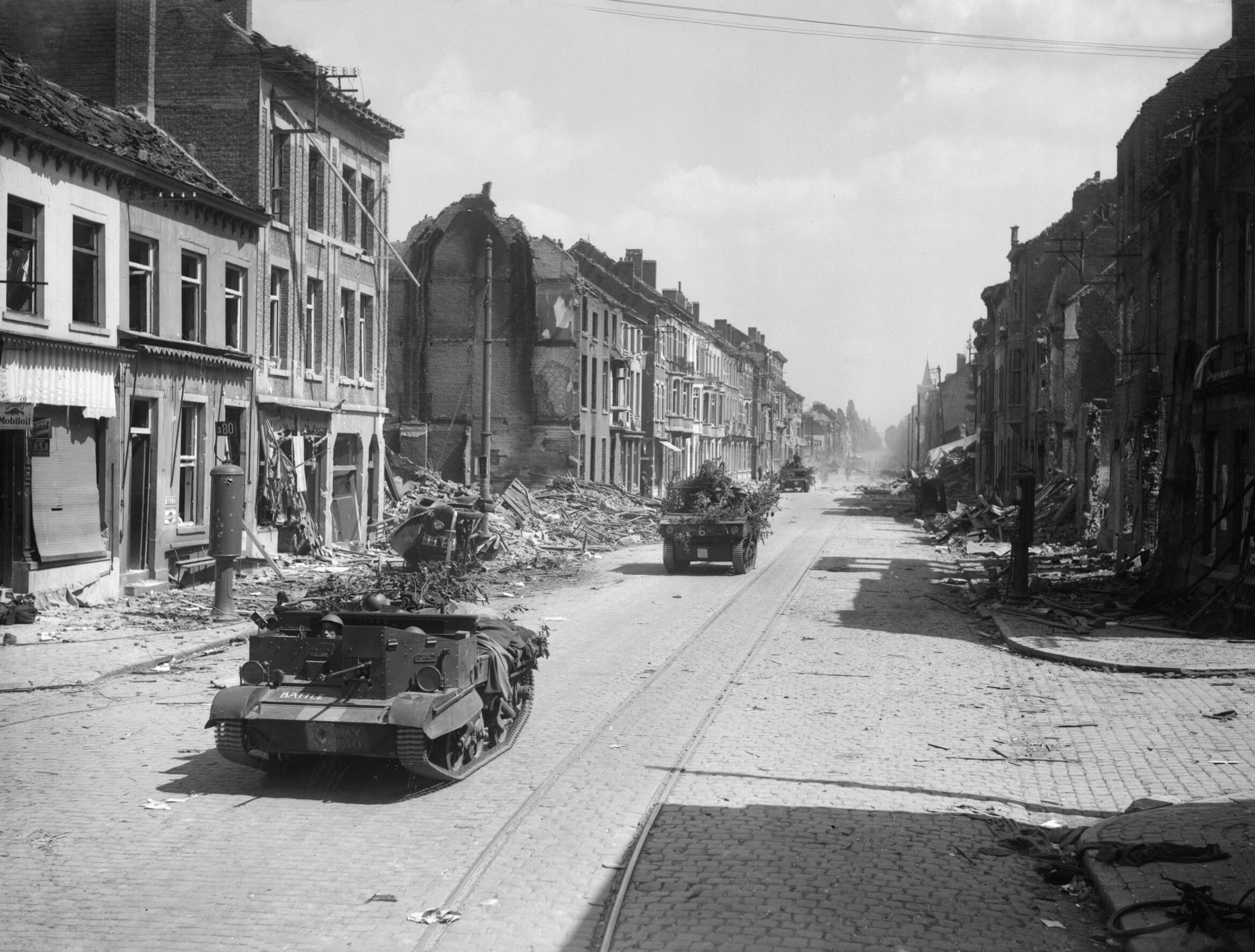
Blindate britanice în timpul traversării orașului Leuven (Louvain) din Belgia pe 14 mai 1940

British Expeditionary Force (BEF, Corpul Expediționar Britanic) a fost forța armată britanică din timpul primei faze a celei de-a doua conflagrații mondiale din Europa. Corpul Expediționar Britanic s-a aflat sub comanda  generalului John Vereker (Lord Gort) și a reprezentat aproximativ 10% din totalul forțelor aliate.
Organizarea BEF a început în 1938, odată cu creșterea pericolului de război în Europa, după anexarea de către Germania Nazistă a Austriei (Anschluss) în martie același an și odată cu afirmarea tot mai puternică a pretențiilor Reichului asupra Sudetenland, (care avea să ducă în cele din urmă la dezmembrarea și ocuparea Cehoslovaciei un an mai târziu). După ce Franța și Regatul Unit au promis ajutor militar Poloniei, invadarea acesteia din urmă de către Germania a dus la declanșarea celui de-al doilea război mondial. 

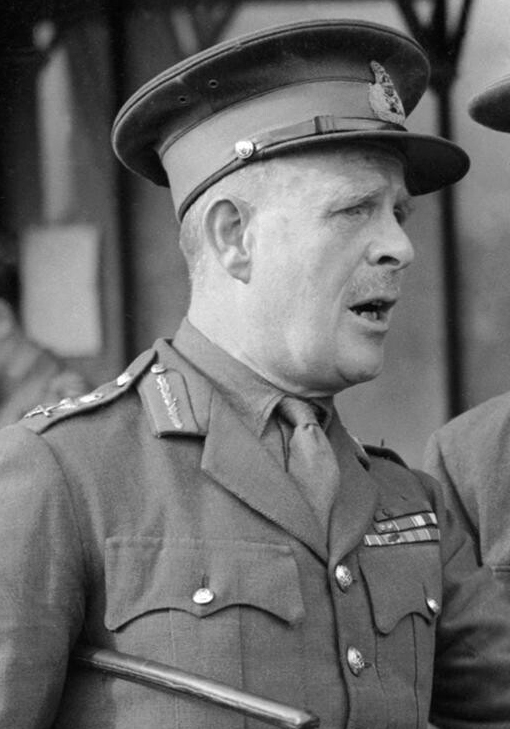
Generalul John Vereker (Lord Gort)

BEF a fost trimis în Franța în septembrie 1939 și a fost desfășurat de-a lungul frontierei franco-belgiene în timpul a ceea ce avea să devină cunoscut ca Războiul ciudat (care avea să înceteze în mai 1940). Forțele britanice nu au fost implicate în lupte până în momentul invadării Franței (10 mai 1940). După începerea acțiunilor militare, BEF a obligată să se retragă treptat prin Begian și nord-vestul Franței până pe litoralul Canalului Mânecii, de unde a fost organizată evacuarea forțelor aliate în timpul operațiunilor „Dynamo”,  „Ariel” și „Cycle”. Cea mai amplă operațiune de evacuare a avut loc în regiunea Dunkerque – Operațiunea Dynamo.

## Contextul general
Începuturile organizării mobilizării unei forțe armate încă din1936, când au fost făcute planuri pentru întărirea Armatei Teritoriale, după prezentarea unui raport în Camera Comunelor pe 12 martie 1936. În raportul său, Secretarul de Stat pentru Război Duff Cooper sublinia că, odată cu inventarea avioanelor, apărarea țării se muta de la limitele propriului țărm la cel al continentului 
În articolul de fond al ziarului Times din această dimineață s-a spus că: „Pentru mai multe secole decât pot fi numărate, destinul Franței de nord și a Țărilor de Jos a fost considerat vital pentru securitatea Britaniei”. Situația nu a fost schimbată de invențiile moderne. Nepoleon a spun că Antwerp aflat în posesia unei națiuni ostile este precum un pistol îndreptat către capul Marii Britanii. Rezultatul noilor invenții este acela că amenințarea este mai mare decât era înainte, deoarece azi este un pistol cu două încărcătoare.   Nu este doar o bază pentru navigație și submarine, dar este de asemenea și o pistă de decolare pentru aeroplane. Invenția zborului,  departe de a ne face mai imuni, ne-a răpit o bună parte a imunității noastre. Marea, așa cum spunea  Shakespeare, „Marea argintie, care funcționează în calitate de zid”, nu mai funcționeză deloc în acea calitate. Noi suntem parte a continentului european mai mult ca niciodată; ne putem baza pe orice avantaj special decurgând din poziția noastră insulară mai puțin ca niciodată.
În același raport a fost discutată și problema mobilizărilor și s-a recunoscut că nu exista suficient timp pentru creșterea efectivelor la un nivel satisfăcător. „Azi, când există încă un număr de tineri activi șomeri trăitori din ajutorul de șomaj, ce sfat mai bun să li se dea decât să se înscrie în armată? Aici ei vor găsi șansa unei vieți sănătoase, în aer liber”. Nu a fost luată în considerație declanșarea mobilizării până în momentul izbucnirii războiului, fiind preferată recrutarea de voluntari, deși armata regulată ducea lipsă în martie 1937 de aproximativ 60.000 de militari. Recrutările au crescut în perioada 1936-1937 cu 33%, iar în februarie 1938 erau cu 44% mai mari decât în anul anterior. Efectivele planificate nu au fost însă atinse, fiind recrutați doar 34.000, 30% dintre aceștia fiind din rândul șomerilor. Forțele terestre regulate erau sprijinite de rezerviștii voluntari (Armata Teritorială). Ambele componente ale armatei au fost întărite și echipate pentru acțiuni diferite de cele care fuseseră anticipate mai înainte. 

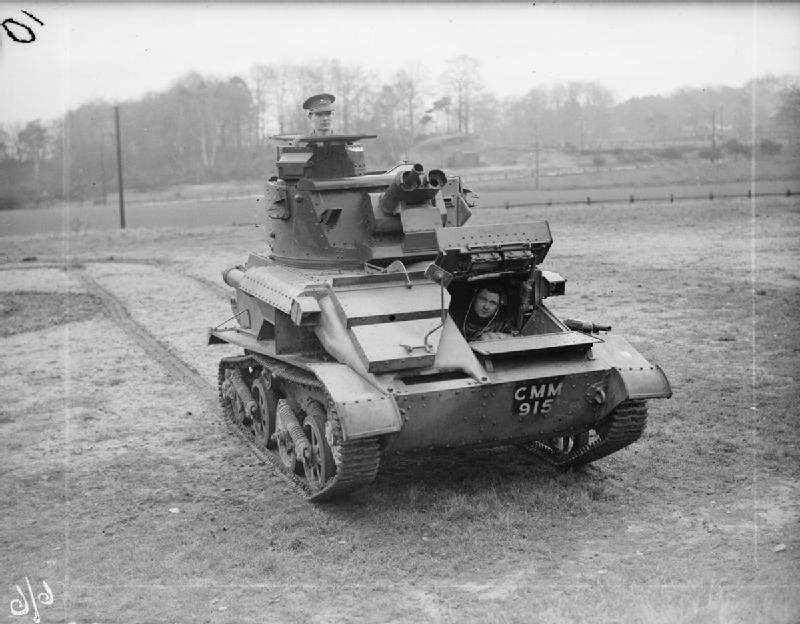
Un tanc ușor Mk.VIA al Regimentului III de husari regali în timpul instrucției în 1938

În luna martie a anului 1937, erau sub arme 121.000 de soldați pe insulă și 89.000 în baze din afara țării. De asemenea, armata dispunea de 716 tancuri, din care 200 de  blindate vechi din timpul primei conglagrații mondiale. Într-un discurs din martie 1938, Secretarul de stat pentru apărare Leslie Hore-Belisha (succesorul lui Cooper) a afirmat că forțele armate britanice dispun de 500.000 de oameni (fără colonii) și că în fiecare an sunt recrutați 60.000 de noi oameni. În ciuda acestor fapte, forțele armate mai aveau 1.200 de posturi de ofițeri și alte 22.000 de subofițeri neocupate.
Discuțiile dintre responsabilii britanici și francezi pentru formarea BEF au fost încheiate după vizita miniștrilor britanici în Franța în noiembrie 1938. Delagații francezi la negocieri au afirmat că era necesară trimiterea pe continent a unei forțe mai numeroase decât cea din 1914. Francezii considerau că forțele britanice erau insuficiente în cazul izbucnirii unui conflict în septembrie 1938. În schimb, premierul Neville Chamberlain a declarat în urma unei interpelări în Camera Comunelor de pe 28 noiembrie 1938 că nu există nici un angajament al britanicilor pentru trimiterea unei forțe expediționare în Franța.
Ministrerul de război estima în 1938 că regatul are sub arme 230.000 de soldați ai armatei regulate cu 183.000 de rezerviști, iar Armata teritorială numără 270.000 de oameni – un total de 683.000 de oameni.

## Desfășurarea forțelor
Vedeți și: Războiul ciudat
Ca urmare a invadării Poloniei de către Germania Nazistă de pe 1 septembrie 1939, Forța Expediționară Britanică a fost trimisă la jumătea aceleiași luni să ocupe poziții la frontiera franco-belgiană. 

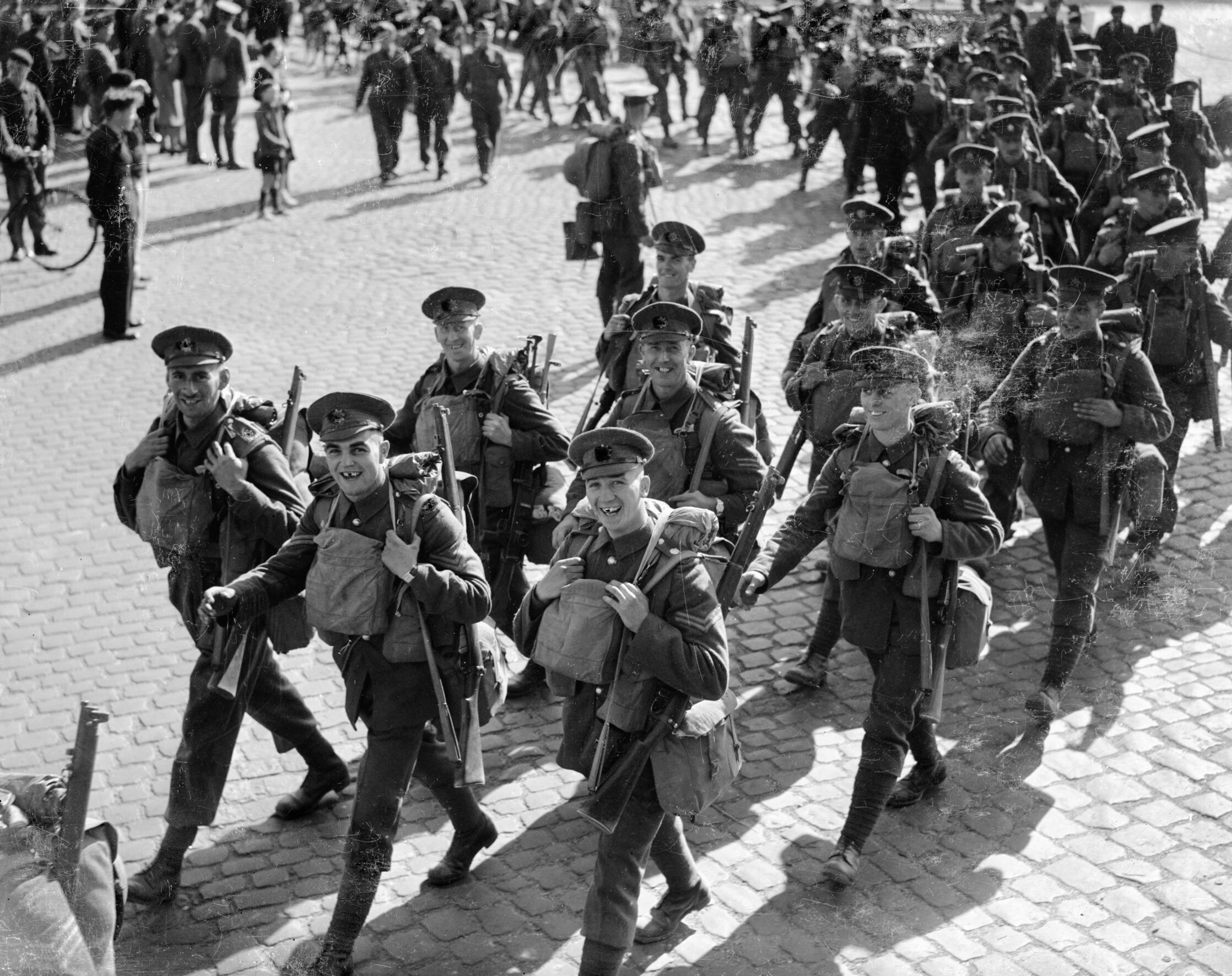
Sosirea regimentului de gardă din Coldstream la Cherbourg în toamna anului 1939

Amplasarea primului val al BEF s-a închiat pe 11 octombrie 1939, când în Franța fuseseră desfășurați 158.000 de militari. Secretarul de stat pentru apărare Leslie Hore-Belisha avea să dec;are că „158.000 au fost transportați peste Canal în timp de cinci săptămâni de la începutul acestui război. Au fost în medie trei convoaie în fiecare noapte și BEF a fost transportată intactă, fără nici măcar victimă din rândul personalului său” . El avea să declare în Parlament că BEF era „echipată la fel de bine, dacă nu mai bine, ca orice altă armată similară”, ceea ce era un neadevăr. Și aceste afirmații erau făcute după ce în vara aceluiași an, atașatul militar german urmărise o serie de manevere ale britanicilor în timpul cărora soldații purtau bucăți de țeavă de gaze sau pari din lemn pe post de arme antitanc, iar șoferii purtau steaguri albastre care să reprezinte mașinile în care trebuiau să fie transportați militarii. Este amintit cazul un locotenent își umpluse tocul pistolului cu ziare, pentru că nu avea armă personală, sau a unui artilerist care nu își primise uniforma după patru luni de la încorporare. Cererea presantă de echipamente militare a dus la o creștere rapidă a producției. Producția de mantale și bocanci, de exemplu, a crescut de 50 de ori față de cifrele din timp de pace. În doar șase luni au fost produse tot atâtea mantale cât fuseseră produse în douăzeci și cinci de ani și într-o săptămână tot atâția bocanci cât fuseseră produși într-un an și jumătate, dar fabricile nu au reușit să asigure întreg necesarul armatei. După ce germanii au început atacul în mai 1940, doar trei soldați din batalionul Green Howards aveau în dotare pistoale, iar unitatea nu era dotată cu busole și binocluri.
BEF a fost dotată până pe 19 octombrie cu 25.000 de vehicule pentru finalizarea amplasării în teren. Majoritatea trupelor britanice erau staționate de-a lungul frontierei franco-belgiene. O divizie cunoscută și ca Saar Force era amplasată pe Linia Maginot în sprijinul Armatei a 3-a franceze. În această fază, Belgia și Olanda erau țări neutre și ele nu au acceptat trupe străine pe teritoriul lor.
Pentru trupele de-a lungul Liniei Maginot, inactivitatea și încrederea exagerată în securitatea oferită de fortificații, considerate de necucerit, a condus la comportamente de-a dreputul prostești, descrise în cântecul lui George Formby, Jr. „Imagine me on the Maginot Line”. Moralul trupelor britanice era foarte ridicat la începutul conflictului, acțiunile de mică amploare ale germanilor de până pe 9 mai i-a făcut să creadă că nu există șanse pentru un atac de amploare a naziștilor în zonă.

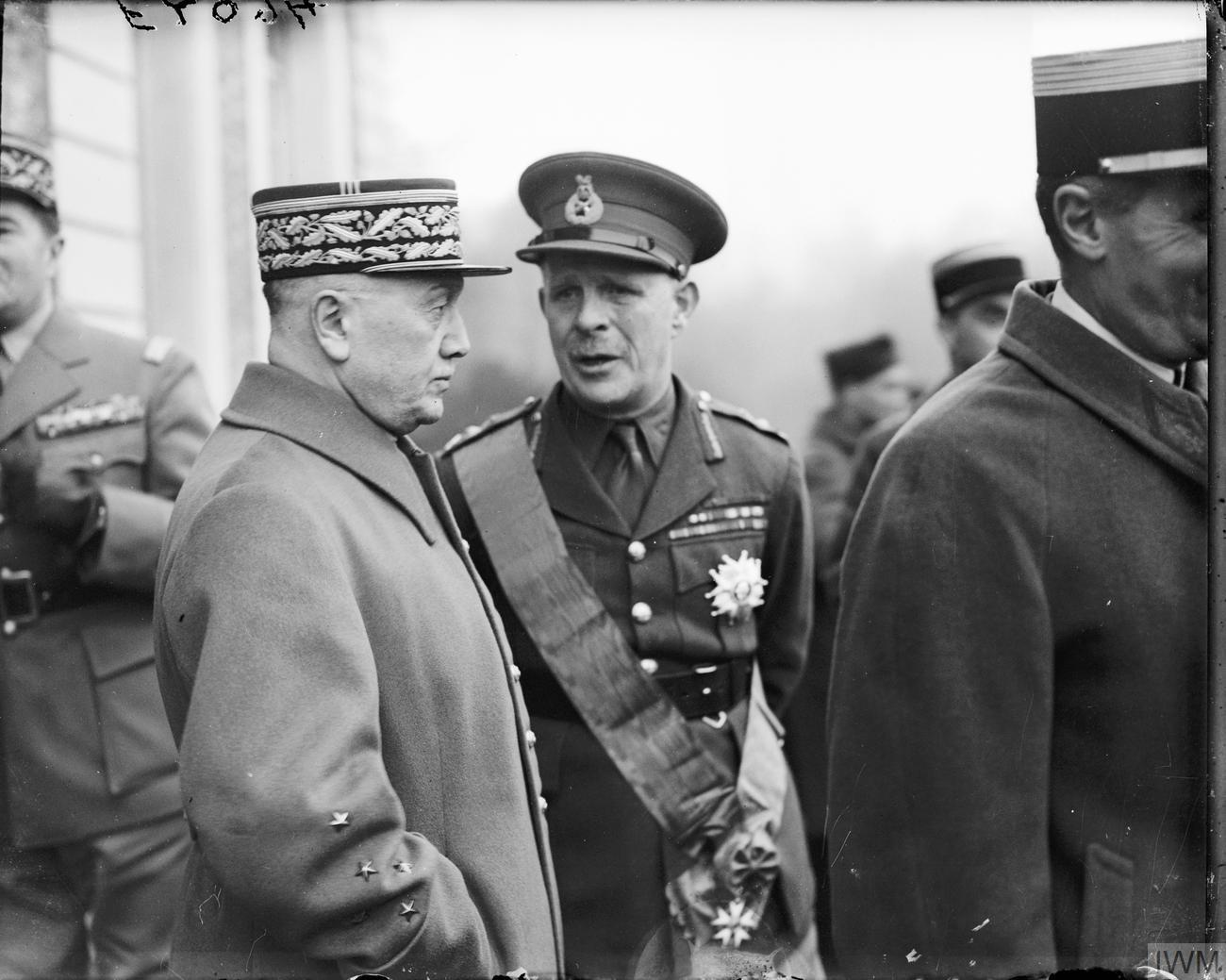
Lord Gort și generalul Joseph Georges, comandantul Armatei a 9-a franceze

În lunile care au urmat primelor debarcări, britanicii au continuat să transporte în Franța și Belgia materiale și vehicule. Pe 13 martie 1940, BEF își dublase efectivele inițiale, ajungând la 316.000 de oameni. În începutul lunii mai, BEF era constituită din 10 divizii de infanterie, organizate în trei corpuri de armată, o brigadă de tancuri și un detașament de avioane militare ale RAF compus din 10 escadrile de bombardament și două de vânătoare (Advanced Air Striking Force (AASF)). Forțele britanice se aflau sub comanda unui Cartier general, compus din repezentanți ai marilor unități de infanterie, artilerie și blindate.
Această perioadă de până la data de 10 mai 1940 a primit numele de „Războiul ciudat”, fiind caracterizată prin acțiuni de luptă sporadice și ciocniri de mică importanță ale patrulelor de recunoaștere. Generalii aliații considerau că timpul este de partea lor și sperau să vlăguiască Germania prin impunerea unei blocade, ca numai după aceea să declanșeze ofensiva.
Planul  generalui Maurice Gamelin, comandantul forțelor aliate pentru respingerea unui atac german dat prin Belgia era să își mute forțele mobile (inclusiv BEF) de-a lungul frontierei până pe malurile râului Dyle. Această manevră, cunoscută ca Planul Dyle, era condiționată de rezistența trupelor belgine pe linia fortificată a frontierei, a canalului Albert și a River Meuse]] pentru cel puțin o săptămână.

## Luptele
Germanii au declanșat Blitzkriegul pe 10 mai 1940. Grupul de Armate B de sub comanda lui Fedor von Bock a intrat în forță în Belgia. Punctul central al defensivei belgiene, Fortul Eben-Emael, a fost cucerit în urma unei acțiuni a forțelor aeropurtate în dimineața zilei de 10 mai. Până pe 12 mai, 35 de divizii aliate, dintre care 10 ale BEF, ajunseseră pe aliniamentul râului Dyle conform planului. Unitățile avansate ale germanilor au atins același aliniament pe 15 mai. Deși primele atacuri ale germanilor au fost respinse, amenințarea principală avea să vină mai la sud, unde Grupul de Armate A comandat de Gerd von Rundstedt a atacat pe neașteptate după traversarea pădurile din Ardeni și a râului Meuse. Aici, în timpul Bătăliei de la Sedan, germanii au înfrânt și pus pe fugă armatele a 2-a și a 9-a franceze. În condițiile în care Grupul de Armate B se afla în imediata lor apropiere, trupele aliate au început retragerea spre râul Escaut, pe frontiera franceză.
Înaintarea Grupului de Armate A spre vest combinată cu atacul Grupului de Armate B din Olanda au dus la încercuirea pe trei laturi a BEF și a tăiat legătura cu depozitele de aprovizionare a acestuia. Forțele britanice au încercat să oprească ofensiva germană lansând mai multe contraatacuri precum cel del de la Arras de pe 21 mai. BEF a fost incapabilă să oprească atacurile inamicului și pentru comandanții britanci a devenit evident că porturile franceze de la Canalul Mânecii erau amenințate înainterea germanilor. Trupe de rezervă au fost transportate în grabă din Anglia pentru apărarea orașelor Bolougne și Calais, dar porturile au fost cucerite după lupte grele de către germani până pe 26 mai. Gort a ordonat BEF începerea unei retrageri spre Dunkerque, ultimul port funcțional, care mai putea fi folosit pentru evacuarea trupelor.

Retragerea BEF sub presiunea germană prin Franța, Belgia și Olanda
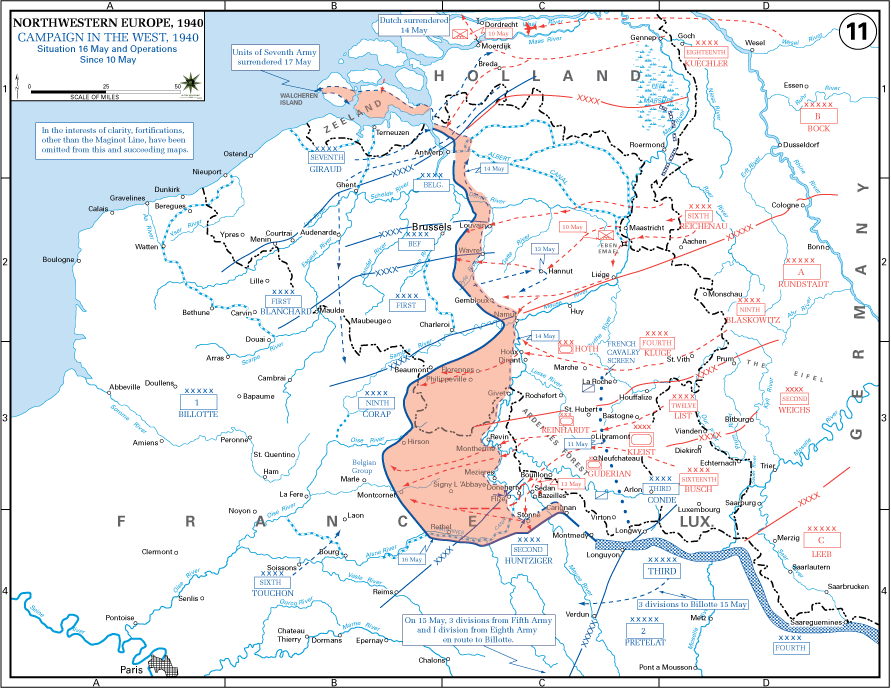
10 – 16 mai 1940
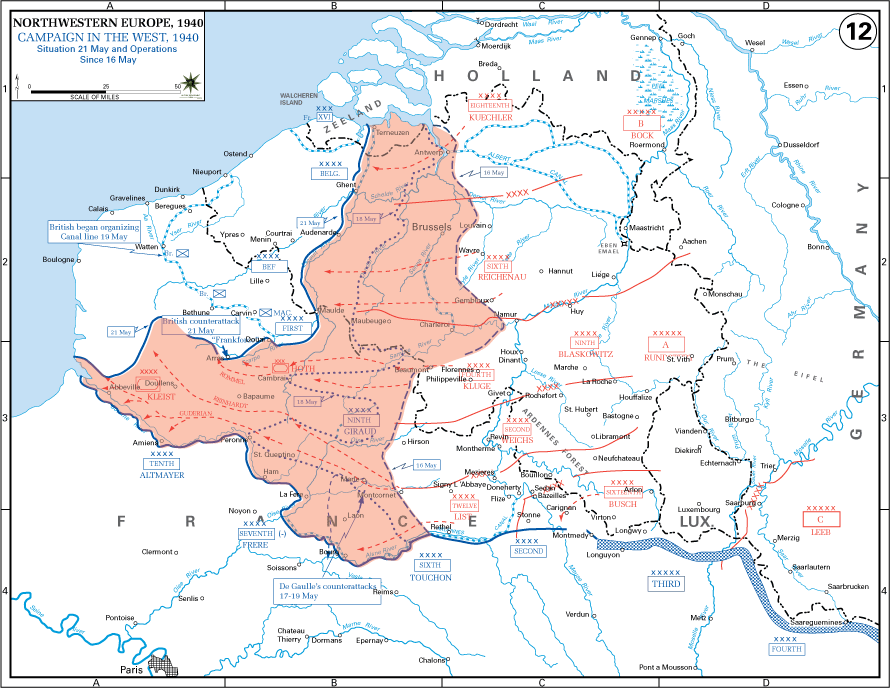
16 – 21 mai 1940
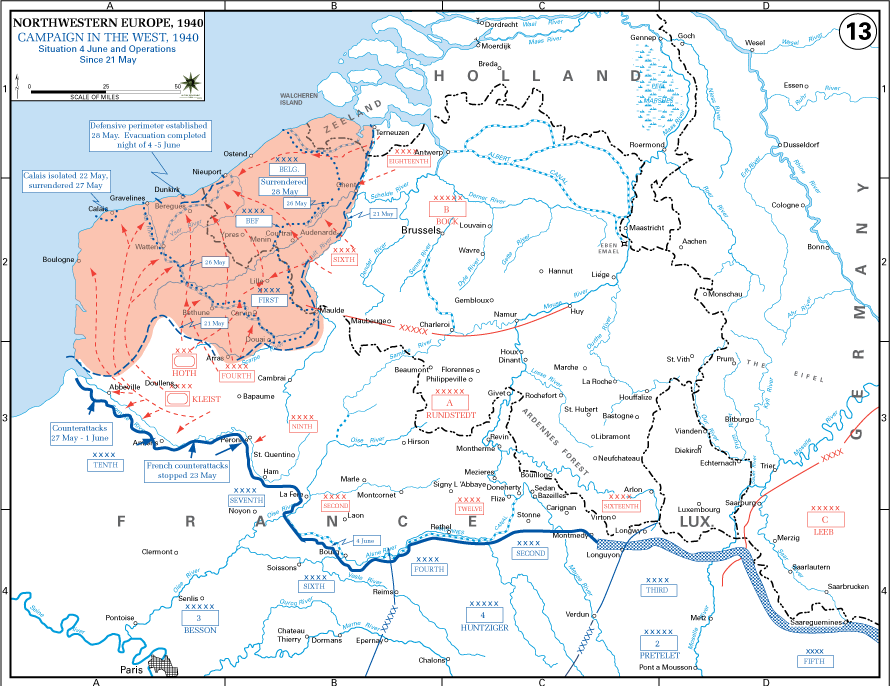
21 mai – 6 iunie 1940
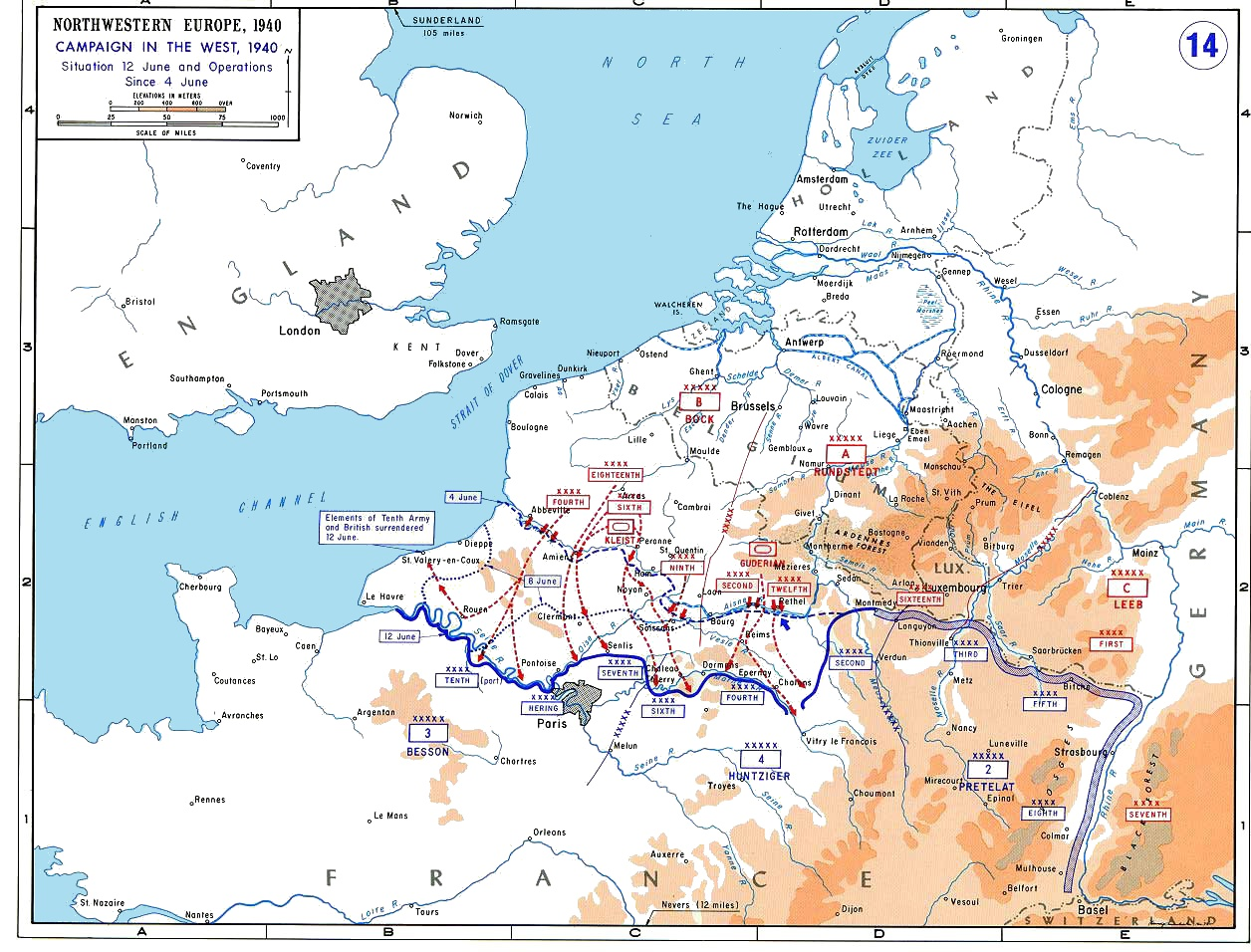
Capitularea ultimelor forțe

## Evacuarea din regiunea Dunkerque

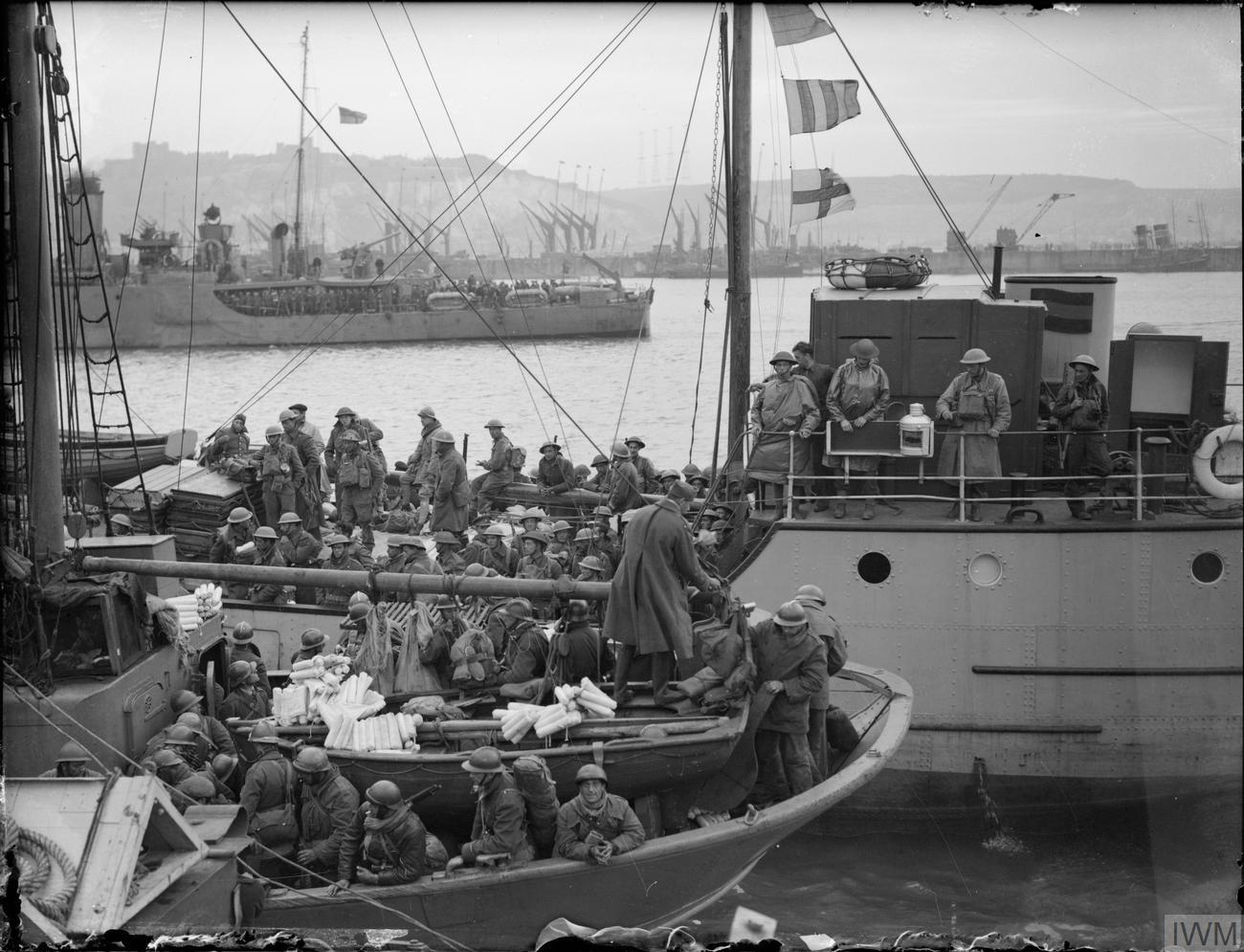
Militari britanici și francezi evacuați de la Dunkerque debarcă în portul Dover

BEF a suferit pierderi foarte mari în timpul înaintării germanilor și luptelor pentru asigurarea decurității evacuații și a evacuării efective. Aproximativ 198.229 britanici, 139.997 francezi plus un mic număr de begieni au fost evacuați de la Dunkerque  / Dunkirk în perioada 26 mai – 4 iunie 1940. Forțele evacuate și-au abandonat cea mai mare parte a echipamentelor militare. o bună parte a vehiculelor și armamentului părăsit pe continent a fost distrusă mai înainte de plecare.
Navele Royal Navy folosite la evacuare se confruntau cu mari probleme după ce docurile, bazinele portuare și digurile au fost bombardate de germani. Datorită apelor puțin adânci de-a lungul coastei, distrugătoarele britanice nu puteau să se apropie suficient de mult de plajele de evacuare, iar soldații trebuiau să se îndrepte spre ambarcațiuni prin apă, unii fiind obligați să aștepte cu orele în apă până la umeri. Pe 27 mai, departamentul pentru ambarcațiuni mici ale Ministerului Marinei a luat legătura telefonică cu constructorii de vase de pe întreaga coastă de sud cerându-le să colecteze toate ambarcațiunile cu pescaj redus. Unele dintre aceste ambarcațiuni au fost rechiziționate cu acordul proprietarilor, care în multe cazuri au insistat să le conducă în persoană, altele au fost rechiziționate de guvern sub presiunea timpului, fără ca proprietarii să fie încunoștiințați. Această flotilă de ambarcațiuni mici a participat activ la evacuarea personalului militar până în ultima zi, 3 iunie 1940.
Forțele germane nu au fost capabile să captureze forțele aliate de la Dunkerque. Pe 31 mai, generalul Georg von Küchler și-a asumat comanda supremă a tuturor forțelor germane care acționau în zonă. El a conceput un plan care prevedea un atac general pe toată lungimea frontului pe 1 iunie, ora 11. Forțele franceze au reușit să reziste însă asaltului german până când toate trupele au fost evacuate. La scurtă vreme după miezul nopții, pe 2 iunie, amiralul Bertram Ramsay, comandantul operațiunii de evacuare a primit semnalul „BEF a fost evacuată”, iar francezii au început să se retragă treptat. Pe 3 iunie, germanii ajunseseră la doar 3,5 km de Dunkerque, lăsând ultimilor soldați aliați doar răgazul nopții pentru a se evacua. Pe 4 iunie, la ora 10:20, stegul cu svastică a fost arborat de germani pe docurile portului
O serie de ofițeri de rang înalt, printre care Erich von Manstein, Heinz Guderian sau  Karl Dönitz, au considerat că neordonarea în timp util de către Înaltul comandament german a unei ofensive puternice la Dunkerque, care ar fi dus la eliminarea Forței Expediționare Britanice, a fost una dintre cele mai mari greșeli ale germanilor de pe frontul de vest.

## A doua forță expediționară și Operațiunea Ariel

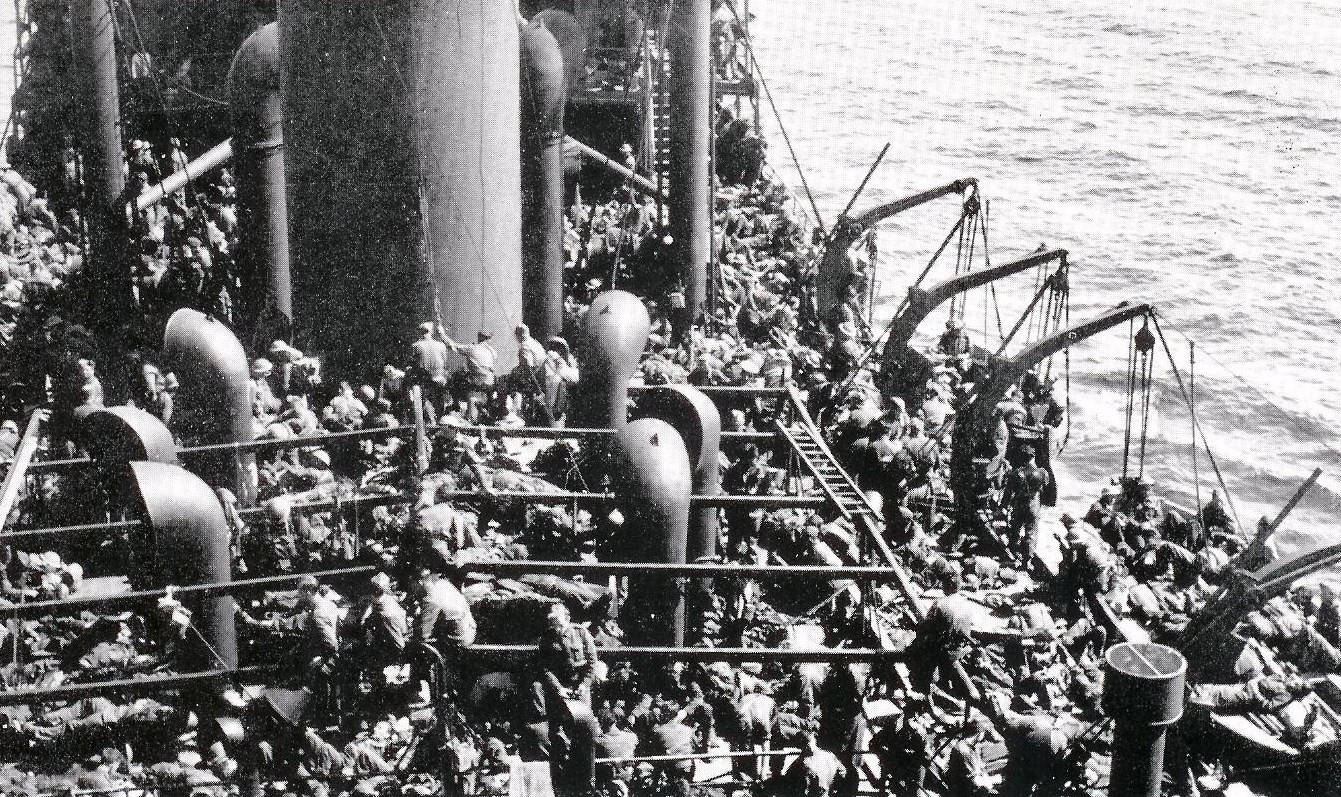
Militari britanici îmbarcați pe puntea unui vas comercial în timpul evacuării Operațiunii Ariel, iunie 1940

După începerea evacuării de la Dunkerque, atenția lui Churchill și a Marelui Stat Major a fost înderptată spre unitățile care fuseseră izolate în sud de înaintarea rapidă a Grupului de Armate A. Era vorba despre de „Saar Force” compusă din Divizia a 51-a infanterie, cea mai mare parte a Diviziei I blindate și Divizia Beauman. Divizia a 52-a infanterie și Divizia I de infanterie canadiană fuseseră trimise la Cherbourg după declandșarea atacului german pentru sprijinirea defensivei franceze. Aceste două divizii trebuiau ca, în cazul în care apărare franceză ceda presiunii atacului, să creeze o „redută” în peninsula Bretania. Generalul Alan Brooke a fost rechemat la Londra pe 29 mai, fiind numit la comanda trupelor din sud, care au fost cunoscute ca a doua Forță Expediționară Britanică. În plus față de aceste forțe care se aflau deja în Franța sau care erau în deplasare către prozițiile din sud, Brooke a cerut ca Divizia a 3-a mecanizată a lui Montgomery, care se reîntorsese de la Dunkerque, să fie trecută sub comanda sa.
Divizia a 51-a lupta alături de Armata a 3-a franceză pentru apărarea pozițiile de pe râul Bresle, la est de Rouen. Decizia de retragere a diviziei britanice spre Le Havre pe 10 iunie a fost luată prea târziu și doar două dintre brigăzile diviziei, așa-numita „Arkforce”, au reușit să ajungă în port pentru ca să fie evacuată prin Operațiunea Cycle. Restul diviziei a ajuns pe coasta atlantică la Saint-Valery-en-Caux, dar condițiile meteo nefavorabile și atacul german au împiedicat evacuarea ei. Acești militari au capitulat pe 12 iunie.
Brooke a ajuns în Franța pe 13 iunie și a constatat că șansele pentru efectuarea unor operațiuni militare încununate de succes sunt inexistente, în rândul militarilor de sub comanda lui aflându-se cam 100.000 de soldați din trupele de logistică, neantrenate pentru luptă. Pe 14 iunie, Brooke l-a convins pe Churchill să evacueze fără întârziere toate trupele britanice din Franța. De pe 15 până pe 25 iunie, 191.870 de soldați aliați, (144.171 dintre ei fiind britanici) și o mare parte a echipamentelor lor militare au fost evacuți prin opt porturi maritime din sud-vestul Franței în cadrul Operațiunii Ariel. Singura pierdere notabilă a fost bombardarea vasului Lancastria în largul portului St Nazaire, care a dus la moartea a aproximativ 4.000 de oameni. Numărul exact al celor care au pierit în acest atac nu a fost niciodată stabilit cu exactitate.

## Urmări
Winston Churchill s-a referit la rezultatul operațiunii de evacuare ca la un „miracol”, iar presa britanică a prezentat evacuarea ca pe un „dezastu transformat în triumf”. Salvarea trupelor britanice de la Dunkerque a dus la creșterea moralului britanic și dus la apariția termenului „spiritul Dunkirkului”, care descrie tendința populației regatului de a-și uni eforturile în momentele de restriște.
În timpul acțiunilor de evacuare au fost aduși pe insulă 384.000 de militari britanici. În același timp, BEF a pierdut 12.431 morți (aproximativ o treime dintre aceștia s-au aflat la bordul vasului Lancastria). Au fost evacuați 14.070 de răniți, iar 41.030 de britanici au fost luați prizonieri. Deși forțele armate britanice au pierdut o bună parte a echipamentelor și vehiculelor militare în Franța, au reușit să își salveze majoritatea soldaților, care au trecut la organizarea apărării împotriva invaziei germane. După ce amenințarea invaziei germane a dispărut, trupele au fost transferate în Orientul Mijlociu sau pe alte fronturi și au constituit de asemenea nucleul armatei care avea să debarce în Franța în cadrul debarcării aliate din iunie 1944.
Pentru fiecare șapte soldați evacuați la Dunkerque unul a căzut prizonier de război. Majoritatea acestor prizonieri au fost trimiși în marșuri forțate spre Germania lungi de pânăla 20 de zile. Alți soldați au mărșăluit până  în porturile râului Scheldt, de unde au fost îmbarcați în barje cu direcția Ruhr și de aici mai departe pe calea ferată până în lagărele de prizonieri din Germani. Marea majoritate a prizonierilor (în general cei cu gradul militar mai mic decât cel de caporal) au lucrat pentru următorii cinci ani în agricultura sau în industria  germană.
Militarilor care au participat la Bătălia Franței nu li s-a conferit nicio medalie de campanie. Totuși, toți cei care au petrecut 180 de zile în Franța în perioada 3 septembrie 1939 – 9  mai 1940 sau doar o singură zi în Franța sau Belgia în perioada 10 mai – 19 iunie 1940 au fost îndeptățiți să primească medalia „Steaua 1939-1945”.
Un raport al serviciilor de informații al Corpului al IV-lea german din vara anului 1940 cu privire la preparativele pentru Operațiunea Leul de Mare amintea în legătură cu soldații BEF: 
 „Soldatul britanc se afla într-o condiție fizică excelentă. El își suporta rănile cu un calm stoic. Pierderile suferite de camarazii săi le-a comentat cu o stăpânire de sine desăvârșită. El nu s-a plâns de greutăți. În luptă el a fost tenace și perseverent. Convingerea sa că Anglia va ieși învingătoare până la  urmă era nezdruncinat… Soldatul britanic s-a arătat mereu a fi un soldat de mare valoare. Desigur, diviziile teritoriale sunt inferioare trupelor regulate în ceea ce privește pregătirea, dar în ceea ce privește moralul le sunt egale…”